# ウィリアム・ティンダル

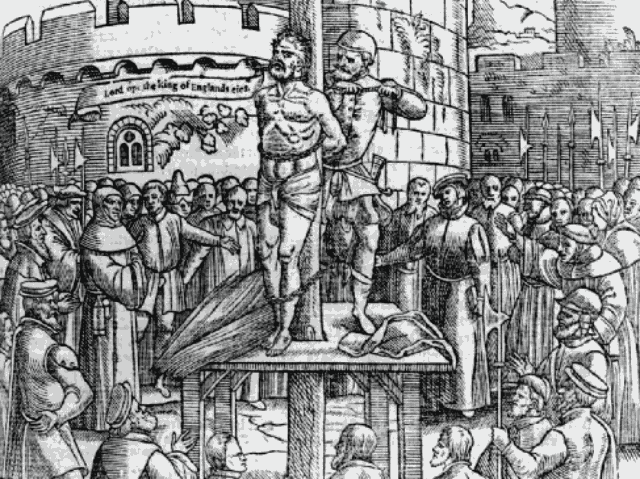
ティンダルの焚刑
処刑の際に「主よ、イギリス国王の目を開きたまえ」と叫んだと伝えられる

ウィリアム・ティンダル（William Tyndale [ˈtɪndəl], 1494年あるいは1495年 - 1536年10月6日）は、イギリスの宗教改革家で聖書をギリシャ語・ヘブライ語原典から初めて英語に翻訳した人物。はじめはヘンリ8世の好意を得たが、王の結婚に反対して信任を失った。また宗教改革への弾圧によりヨーロッパを逃亡しながら聖書翻訳を続けるも、1536年逮捕され、現在のベルギーで焚刑に処された。その後出版された欽定訳聖書は、ティンダル訳聖書に大きく影響されており、それよりもむしろさらに優れた翻訳であると言われる。実際、新約聖書の欽定訳は、8割ほどがティンダル訳のままとされる。
すでにジョン・ウィクリフによって、最初の英語訳聖書が約100年前に出版されていたが、ティンダルはそれをさらに大きく押し進める形で、聖書の書簡の多くの書を英訳した。

## 文献
- デイヴィド・ダニエル（田川建三訳）『ウィリアム・ティンダル　ある聖書翻訳者の生涯』勁草書房、2001年1月、ISBN 4326101326
  - David Daniell, William Tyndale: A Biography, Yale University Press, 30 Nov 1994, ISBN 0300061323 / Paperback: 1st Mar 2001,  ISBN 0300068808

### 田川訳の伝記に関するもの
- 出版社による解説 - 勁草書房。一部立読みが可能（アーカイブ）
- 訳者による解説 - 田川建三